# Sozialer Brennpunkt
Als sozialer Brennpunkt (Synonym Problemviertel) werden nach einer Definition des Deutschen Städtetages (1979) Wohngebiete bezeichnet, „in denen Faktoren, die die Lebensbedingungen ihrer Bewohner und insbesondere die Entwicklungschancen beziehungsweise Sozialisationsbedingungen von Kindern und Jugendlichen negativ bestimmen, gehäuft auftreten“.

## Verwendung
Heute wird der Begriff in der sozialwissenschaftlichen Literatur für lokale Exklusionsbereiche verwendet. Diese entstehen in räumlich abgegrenzten städtischen Wohngebieten, in denen Bewohner überdurchschnittlich mit Defiziten wie Einkommensarmut, Integrationsschwächen und Arbeitslosigkeit sowie Netzwerkarmut konfrontiert sind. Weitere Ursachen sind Fehlplanungen im Städtebau und der Wohnungsbaupolitik. Da der Begriff zu einer weiteren Stigmatisierung führen kann, wird offiziell zunehmend auf Begriffe wie „benachteiligtes Quartier“ oder „Stadtteil mit besonderem Entwicklungsbedarf“ zurückgegriffen. Im öffentlichen Bewusstsein ist der Begriff „sozialer Brennpunkt“ oft mit Vorstellungen von höherer Kriminalität oder Verwahrlosung verknüpft, was zu einer weiteren Benachteiligung führen kann.

## Segregation
Unter Segregation wird laut den Soziologen Hartmut Häußermann und Walter Siebel „die Projektion sozialer Struktur auf den Raum“ verstanden. Segregation beschreibt also die Tatsache, dass soziale Gruppen nicht gleichmäßig auf den Raum verteilt sind.
Soziale Brennpunkte entstehen, wenn Wohngebiete von privilegierten Menschen aufgrund qualitativer Mängel verlassen werden und solche Haushalte zurückbleiben, die über wenig Wahlmöglichkeiten bei der Wohnortwahl verfügen. In der Folge wandelt sich meist das Image, was zur weiteren Ablehnung bei sogenannten stabilen Haushalten führt. Dieser Vorgang ist Teil einer vor allem in Städten stattfindenden Entmischung der Bevölkerung, die als Segregation bezeichnet wird.
Es entstehen abgeschottete „Armutsinseln“: „Während in der Mehrzahl wohlhabender Gebiete nur wenige einkommensarme Familien leben, beträgt die Sozialhilfequote von Kindern in einigen städtischen Wohngebieten mehr als 40 Prozent. Die lokalen Wohnbedingungen sind durch eine schlechte Infrastruktur geprägt; unter den Bewohnern befinden sich viele Arbeitslosengeld-II-Empfänger, Minderjährige und Geringverdienende. In diesen von der gesamtstädtischen Entwicklung zunehmend abgekoppelten Armutsinseln häufen sich Risiken, welche die Lebenschancen der Bewohner erheblich belasten.“
Soziale Brennpunkte sind vor allem ein Phänomen in Ländern mit hohen Einkommens- und Bildungsunterschieden. Die Segregation kann dort so weit gehen, dass von Ghettoisierung bis hin zu Ghettos oder Slums gesprochen wird. Aufgrund der zunehmend heterogenen Bevölkerung in Hinblick auf Bildung, Sprachkompetenz und Beteiligung am Arbeitsmarkt in Kombination mit einer allgemein zunehmenden Arbeitslosigkeit, veränderter Zuwanderung und schwierigeren wirtschaftlichen Rahmenbedingungen werden soziale Brennpunkte auch in Westeuropa zunehmend zu einem Problem.
Die höchste Segregation besteht in ostdeutschen Städten wie Schwerin und Greifswald, wo die Plattenbauviertel durch Abwanderung der Einkommensstärkeren stark von Bürgergeldempfängern und Rentnern bewohnt werden.

## Brennpunktschule
Als Folge werden die Begriffe Brennpunktschule und Brennpunktkindergarten benutzt, in denen sich die Probleme bildungsschwacher Schichten bündeln. Die Begriffe sind umstritten, da eine Stigmatisierung droht. Ersatzbegriffe sind in Hamburg Index-Schulen oder in Berlin Bonus-Programm-Schulen. In Fällen erfolgreicher Gegensteuerung wird im angelsächsischen Bereich von Turnaround-Schulen gesprochen, ein Begriff, der auch in Deutschland üblich wird.